# Monstranusia mirabilissima
Monstranusia mirabilissima är en stekelart som beskrevs av Trjapitzin 1964. Monstranusia mirabilissima ingår i släktet Monstranusia och familjen sköldlussteklar. Inga underarter finns listade i Catalogue of Life.